# Luolasaari (ö i Mellersta Österbotten, Karleby)
Luolasaari är en ö i Finland.   Den ligger i den ekonomiska regionen  Karleby  och landskapet Mellersta Österbotten, i den centrala delen av landet, 400 km norr om huvudstaden Helsingfors.